# Vítor Hugo dos Santos

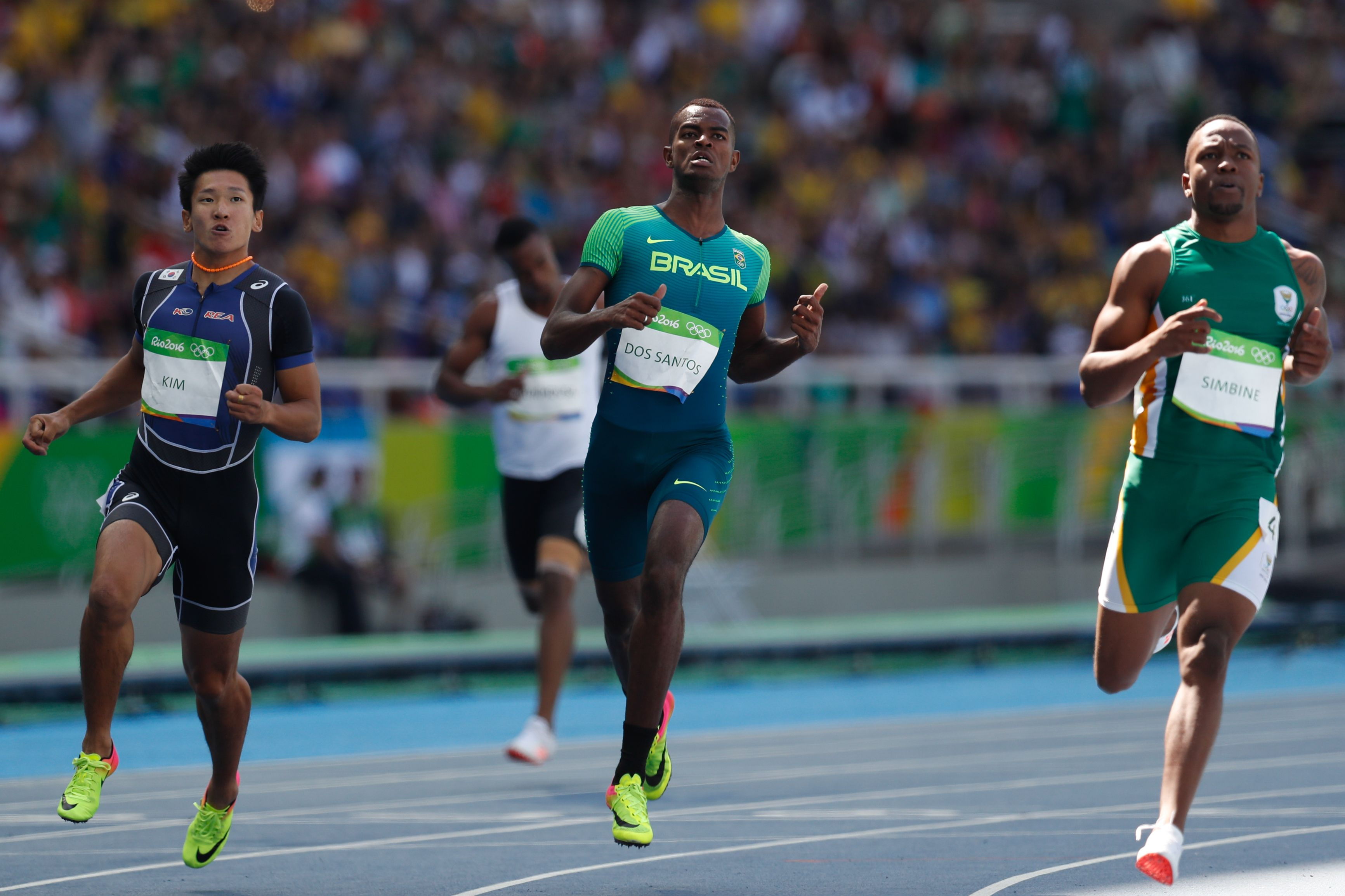
Rio de Janeiro - O brasileiro Vitor Hugo dos Santos termina em quinto lugar na sua bateria e não se classifica na prova de 100 metros rasos de atletismo nos Jogos Olímpicos de 2016 (Fernando Frazão/Agência Brasil)

Vitor Hugo Silva Mourão dos Santos (Rio de Janeiro, 1 de fevereiro de 1996) é um velocista brasileiro, especialista nos 100 metros rasos, 200 metros rasos e no revezamento 4x100 metros.

## Trajetória desportiva
Em 2013, na prova de 200 metros do Mundial Sub-17 de Atletismo, disputado no Estádio Regional Sport Complex Olimpiyskiy, em Donetsk (Ucrânia), ele conquistou a medalha de prata, ficando atrás apenas do jamaicano Michael O’Hara Com o tempo de 20s67 (quatro centésimos mais lento que o jamaicano), ele bateu o recorde sul-americano da prova, que pertencia a ele mesmo.

### Pan 2015
Em 2015, Vitor Hugo dos Santos participou dos Jogos Pan-Americanos de Ontário, no Canadá, conquistando a medalha de prata no revezamento 4x100 metros.

### Rio 2016
No dia 30 de junho de 2016, Vitor Hugo alcançou o índice para Jogos Olímpicos de Verão de 2016 (Rio 2016). A marca de qualificação era de 10s16 e ele fez 10s11 no primeiro dia do Troféu Brasil Caixa de Atletismo 2016. Foi 6º colocado nos Jogos Olímpicos do Rio no 4x100 metros.